# Looney Tunes
Looney Tunes este o franciză americană produsă și distribuită de Warner Bros.. A început ca o serie de scurtmetraje care au durat inițial din 1930 până în 1969, alături de seria parteneră Merrie Melodies, în timpul erei de aur a animației americane. Urmând unei renașteri în anii 1970, noi scurtmetraje au fost lansate la fel de recent ca 2014. Cele două serii au introdus o distribuție largă de personaje, inclusiv Bugs Bunny, Daffy Duck și Porky Pig. Termenul Looney Tunes s-a extins pentru a se referi la personajele în sine.
Looney Tunes și Merrie Melodies au fost produse inițial de Leon Schlesinger și animatorii Hugh Harman și Rudolf Ising din 1930 până în 1933. Schlesinger a asumat producția completă în 1933 până și-a vândut studioul la Warner Bros. în 1944. Titlul de Looney Tunes a fost inspirat de seria de desene animate muzicale de la Walt Disney, Silly Symphonies. Scurtmetrajele au prezentat la început compoziții muzicale ale căror drepturi au fost deținute de publicațiile muzicale de interest ale Warner prin aventurile unor personaje de desene animate ca Bosko și Buddy. Însă, scurtmetrajele au avut parte de un profil mai mare după debutul regizorilor ca Tex Avery, Friz Freleng, Chuck Jones și Robert McKimson și actorului de dublaj Mel Blanc la jumătatea anilor ’30. Porky Pig și Daffy Duck au devenit starurile principale ale Looney Tunes în acest timp, iar Merrie Melodies a prezentat desene one-shot și personaje recurente minore.
După ce Bugs Bunny a devenit popular în scurtmetrajele Merrie Melodies de la începutul anilor '40, Looney Tunes s-a mutat din alb și negru în color, cu Merrie Melodies fiind deja în color din 1934. Cele două serii și-au pierdut gradual distincțiile, și scurtmetraje au fost date la fiecare serie aleatoriu. Din 1942 până în 1964, Looney Tunes și Merrie Melodies au fost cele mai populare scurtmetraje animate în cinematografe.
Looney Tunes a devenit de atunci o franciză media mondială, dând naștere la o mulțime de seriale de televiziune, filme lungmetraj, cărți de benzi desenate, albume de muzică, jocuri video și parcuri de distracții. Multe din personaje au avut și continuă să aibă apariții cameo în numeroase alte seriale de televiziune, filme și alte media. Cel mai faimos personaj, Bugs Bunny, este recunoscut ca fiind o figură culturală și are o stea la Hollywood Walk of Fame. Multe filme Looney Tunes și Merrie Melodies sunt clasate printre cele mai bune desene din toate timpurile, și cinci dintre ele au câștigat premii Oscar. În 2013, TV Guide a evaluat Looney Tunes ca fiind al treilea cel mai bun desen animat din toate timpurile după Familia Simpson și Familia Flintstone, cu ultimul având de asemenea pe Mel Blanc și Bea Bernaderet.

## Istoria Looney Tunes

### 1930–1933: Era Harman și Ising
După ce au părăsit studioul lui Disney, Hugh Harman și Rudolf Ising au decis să-și facă propriul desen animat cu sunet. Primul lor desen animat s-a numit „Bosko, the Talk-Ink Kid” din anul 1929, în care personajul Bosko, un copil de culoare animat, ce urma să devină primul star al seriei Looney Tunes, ținea un dialog cu creatorul său. Abia anul următor a apărut primul desen animat oficial al companiei, și, de asemenea, primul episod al seriei animate Looney Tunes, intitulat Sinkin'in the Bathtub română Scufudându-te în cadă (joc de cuvinte de la un cântec faimos al acelor vremuri „Singing in the Bathroom”). În anul 1930 s-au lansat doar 5 episoade. În anul 1931 a fost debutul desenului animat "Lady, Play Your Mandolin", primul episod din seria Merrie Melodies, al cărui prim personaj era Foxy, o vulpe foarte asemănătoare lui Mickey Mouse. Deoarece desenele lor animate se bucurau de un mare succes, Harman și Ising au continuat să produca episoade din seriile Looney Tunes și Merrie Melodies până la plecarea lor la Metro-Goldwyn-Mayer din anul 1933.

### 1933–1936: Leon Schlesinger Productions
După plecarea lui Hugh Harman și Rudolf Ising la MGM, cei de la Warner Bros. trebuiau să găsească un alt personaj de desene animate, pentru a-l înlocui pe Bosko, primul personaj Looney Tunes, care s-a mutat la MGM cu creatorii lui. Leon Schlesinger a fost producătorul seriilor Looney Tunes și Merrie Melodies până la plecarea sa din 1944. Tom Palmer l-a creat pe Buddy, unul dintre cele mai plictisitoare personaje de desen animat din lume, care urma să fie starul seriei Looney Tunes până în 1935. Palmer a fost concediat de la Warner Bros. datorită faptului că cele două desene animate regizate de el s-au dovedit a fi niște eșecuri.
În 1934 Warner Bros face un pas important în existența sa. La începutul acestui an apare primul desen animat color (produs in procedeul Cinecolor) numit „Honeymoon Hotel”. Acesta era un experiment pentru a vedea dacă filmele color, ce erau o noutate pentru acea vreme, atrage publicul de orice vârstă. Se poate spune că începutul filmelor de animație color a fost favorizat de dorința celor de la Warner Bros. de ține pasul cu noile tendințe în arta cinematografiei și de a face față studiourilor animatorilor celebri precum Walt Disney (cu seria Silly Symphonies) și Ub Iwerks (cu ComiColor), care își lansau de ceva timp desenele animate color. După al doilea desen animat produs în Cinecolor, seria Merrie Melodies a fost continuată în alb-negru, până în toamna acelui an, când a început să fie produsă în Technicolor (pe atunci pe două benzi: verde și roșie), însă, niciun episod al seriei Looney Tunes nu a fost produs în culori până în 1942.
În 1935, în desenul animat Merrie Melodies „Palaria incapatanata” își face apariția o grup de personaje: Bufnița Oliver, cățelușii gemeni Ham&Ex, Motanul Beans și ceea ce urma să ajungă megastarul desenelor animate Looney Tunes, Porky Pig. Acesta era total diferit față de cel pe care îl știm noi azi: era mult mai bâlbâit, mai îndesat și purta un pulover verde. Vocea sa a fost dată de Joe Dougherty, care avea o problemă serioasă în ceea ce privește bâlbâiala. Tex Avery l-a folosit pe Porky în primul său desen animat de la Warner Bros intitulat "The Gold Diggers of '49" din 1935, transformându-l dintr-un purceluș dolofan într-un porc mare, lacom la mâncare și obez cu voce groasă care a atras hohote de râs audienței acelor vremuri. Datorită succesului care l-a avut, Porky l-a înlocuit pe plictisitorul și antipaticul Buddy, iar mai târziu și pe "fratele" său Motanul Beans.

## Filmografie
- Filmografia Looney Tunes și Merrie Melodies (1929–1939)
- Filmografia Looney Tunes și Merrie Melodies (1940–1949)
- Filmografia Looney Tunes și Merrie Melodies (1950–1959)
- Filmografia Looney Tunes și Merrie Melodies (1960–1969)
- Filmografia Looney Tunes și Merrie Melodies (1970–prezent și altele)
- Lista filmelor Looney Tunes
- Lista specialelor de televiziune Looney Tunes
- Lista serialelor de televiziune Looney Tunes

## Episoade premiate

### Incluse înRegistrul Național al Filmului
- What's Opera, Doc? (1957) ales în 1992
- Duck Amuck (1953) ales în 1999
- Porky in Wackyland (1938) ales în 2000
- One Froggy Evening (1955) ales în 2003

### Premiul Oscar pentru cel mai bun scurt metraj (Animație)
- Tweetie Pie (1947)
- For Scent-imental Reasons (1949)
- Speedy Gonzales (1955)
- Birds Anonymous (1957)
- Knighty Knight Bugs (1958)

### Nominalizate la Oscar
- It's Got Me Again! (1932)
- Detouring America (1939)
- A Wild Hare (1940)
- Hiawatha's Rabbit Hunt (1941)
- Rhapsody in Rivets (1941)
- Pigs in a Polka (1943)
- Greetings Bait (1943)
- Swooner Crooner (1944)
- Life with Feathers (1945)
- Walky Talky Hawky (1946)
- Rhapsody Rabbit   (1946)
- Mouse Wreckers (1949)
- From A to Z-Z-Z-Z (1953)
- Sandy Claws (1955)
- Tabasco Road (1957)
- Mexicali Shmoes (1959)
- Mouse and Garden (1960)
- High Note (1960)
- Beep Prepared (1961)
- Nelly's Folly (1962)
- Now Hear This (1963)